# Barranquilla
Barranquilla, offiziell Distrito Especial, Industrial y Portuario de Barranquilla (spanisch für Besonderer Industrie- und Hafendistrikt Barranquilla), ist die Hauptstadt und eine Gemeinde (municipio) des Departamentos Atlántico in der Región Caribe in Kolumbien und viertgrößte Stadt des Landes. Barranquilla ist das Zentrum der Metropolregion Barranquilla und Sitz des Erzbistums Barranquilla.

## Geografie
Die Stadt liegt an der Mündung des Río Magdalena in die Karibik im Nordwesten des Landes. Das Klima ist karibisch warm (tropisch). Barranquilla grenzt im Osten an Sitionuevo im Departamento del Magdalena, im Norden an Puerto Colombia und die Karibik, im Westen an Puerto Colombia, Galapa und Tubará und im Süden an Soledad.
Metropolregion

Metropolregion Barranquilla

Mit der Bildung von Metropolregionen versucht die kolumbianische Regierung, die Planungen und Absprachen nah beieinander liegender Städte zu steuern. Dazu bilden eine Kernstadt und mehrere angrenzende und von dieser Kernstadt abhängige Städte eine Planungsregion. Barranquilla wurde 1981 Metropolregion mit den Gemeinden Soledad, Malambo, Galapa und Puerto Colombia.

## Bevölkerung
Die Gemeinde Barranquilla hat 1.312.473 Einwohner, von denen 1.311.856 im städtischen Teil (cabecera municipal) der Gemeinde leben. In der Metropolregion leben 2.265.674 Menschen (Stand: 2022).

## Geschichte
Der kleine Hafen am Río Magdalena diente bis ins 19. Jahrhundert nur der Binnenschifffahrt. Nachdem das Flussdelta schiffbar gemacht worden war, hatte Barranquilla einen Zugang zum Meer. Damit wurde der ca. 20 km entfernte Seehafen Puerto Colombia am Karibischen Meer abgelöst.

## Karneval
Barranquilla ist als eine der weltweit größten Karnevalshochburgen bekannt. Der Karneval wird hier an den vier Tagen vor Aschermittwoch gefeiert. Im November 2003 wurde Barranquillas Karneval von der UNESCO in die Liste der Meisterwerke des mündlichen und immateriellen Erbes der Menschheit aufgenommen. Der Karneval von Barranquilla ist mündliches Weltkulturerbe der Vereinten Nationen, das größte Volksfest in Kolumbien und einer der fünf bedeutendsten Karnevale der Welt. Er wird seit mehr als 100 Jahren gefeiert.
Traditionell beginnt der Karneval am 20. Januar mit der „Lectura del Bando“ durch die Karnevalskönigin. Ab dann gibt es bis zum eigentlichen Karneval überall Abendveranstaltungen und Umzüge in den einzelnen Stadtteilen. Am Freitag vor Karneval wird die Karnevalskönigin gekrönt (die Karnevalskönigin steht schon seit November fest, aber die Krönung findet erst am Freitag vor Karnevalsbeginn statt), die am Folgetag die Blumenschlacht (Batalla de Flores) anführt. Zwei weitere große Veranstaltungen folgen: die Gran Parada am Sonntag und am Montag das Festival de Orquestas y Acordeones. Am Dienstag schließlich stirbt Joselito Carnaval und wird feierlich beweint und beerdigt, in Anwesenheit des Königspaares und ihrer Komparsen, alle in Schwarz und mit Kerzen. Am Aschermittwoch ist, wie auch in Deutschland, der Karneval vorbei.

## Sehenswürdigkeiten
Barranquilla hat als Handels- und Industriestadt selbst nicht viele Sehenswürdigkeiten. Beliebte Ausflugsziele sind das Weltkulturerbe Cartagena mit seiner spektakulären Altstadt, Santa Marta und gleich dahinter der Parque Tayrona, Teil der Sierra Nevada de Santa Marta, wo sich auch die höchsten Gipfel Kolumbiens, der Pico Simón Bolívar und der Pico Cristóbal Colón, beide mit über 5600 m Höhe, befinden.

## Wirtschaft und Infrastruktur

### Wirtschaft
Barranquilla ist der wichtigste Hafen der kolumbianischen Karibikküste. In Barranquilla werden chemische Produkte, Zement, Textilien und Verpackungen hergestellt.

### Verkehr
Barranquilla ist durch den Flughafen Ernesto Cortissoz erschlossen, der sich 7 km südlich der Stadt auf dem Gebiet der Nachbargemeinde Soledad befindet. Die Brücke Puente Pumarejo verbindet die Stadt mit dem Departamento del Magdalena am anderen Ufer des Río Magdalena und allgemein mit dem Osten des Landes.

### Bildung
Die wichtigsten Universitäten sind die Universidad del Atlántico, die Universidad del Norte und die Universidad Metropolitana. Weitere Universitäten sind die Universidad Autónoma del Caribe und die Universidad Libre (Sitz Barranquilla).
Eine wichtige Institution in Barranquilla ist das Colegio Alemán, die älteste Deutsche Auslandsschule in Kolumbien. Die private Schule wurde 1912 gegründet und 1956 wieder eröffnet. Jedes Jahr findet ein Schüleraustausch mit deutschen Schülern statt.

## Städtepartnerschaften
Barranquilla listet folgende elf Partnerstädte auf:
| Stadt         | Land                               | seit |
| ------------- | ---------------------------------- | ---- |
| Aberdeen      | Schottland, Vereinigtes Königreich | 2021 |
| Bethlehem     | Westjordanland, Palästina          | 2016 |
| Brownsville   | Texas, Vereinigte Staaten          | 2013 |
| Doral         | Florida, Vereinigte Staaten        |      |
| Málaga        | Andalusien, Spanien                | 2022 |
| Miami         | Florida, Vereinigte Staaten        | 2015 |
| Nanjing       | Huadong, Volksrepublik China       | 2021 |
| Panama        | Panama                             | 2017 |
| Salvador      | Bahia, Brasilien                   | 2022 |
| Santo Domingo | Dominikanische Republik            |      |
| Tampa         | Florida, Vereinigte Staaten        | 2016 |

## Persönlichkeiten

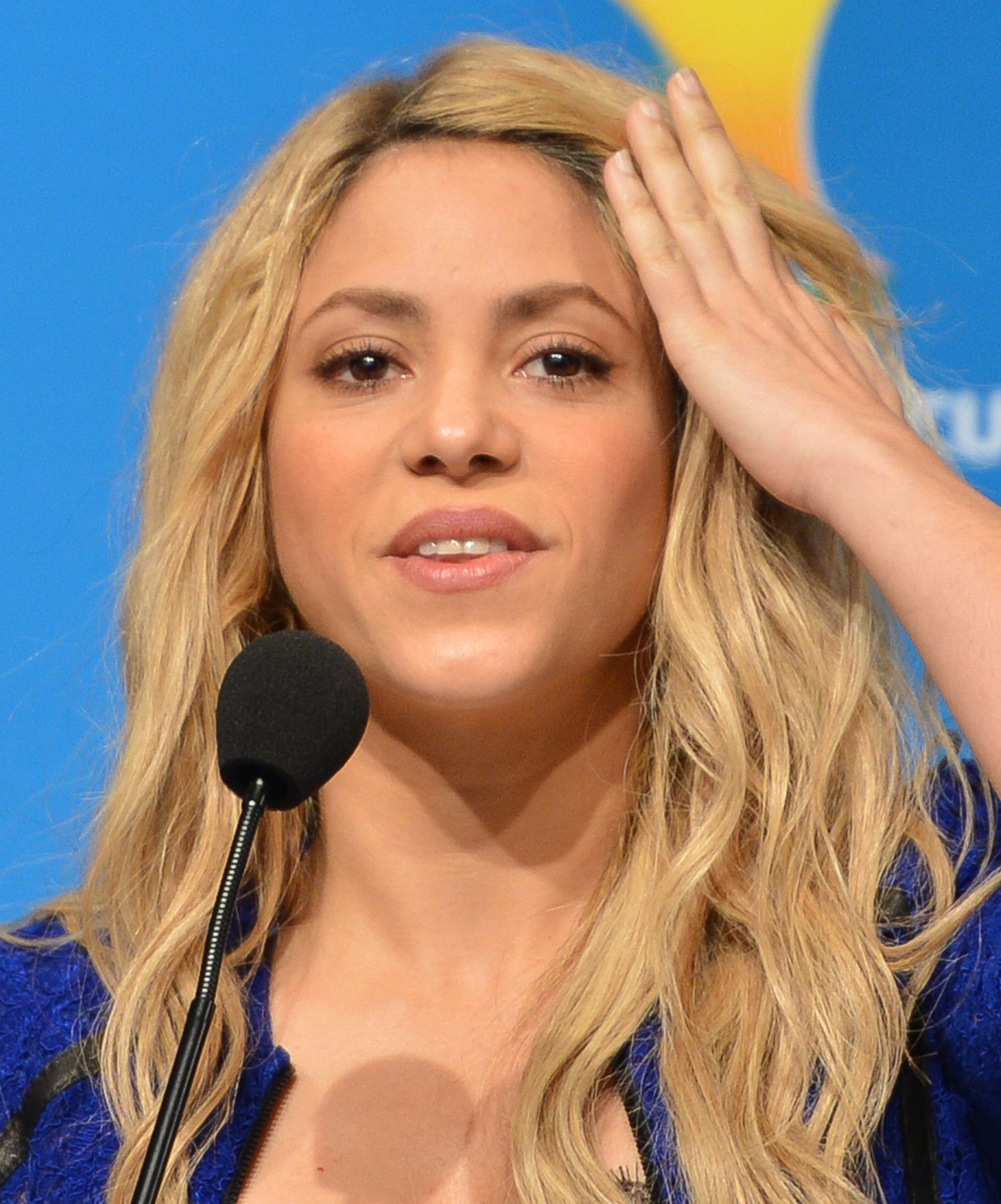
Shakira 2014

Barranquilla ist der Geburtsort der kolumbianischen Musikerin Shakira und der Schauspielerin Sofía Vergara. Shakira erwähnt den Namen ihrer Geburtsstadt in ihrem weltweiten Nummer-eins-Hit Hips Don’t Lie, Vergara ist in einer Folge von Modern Family als (fiktive) Miss Barranquilla zu sehen.
Barranquilla ist ebenfalls sehr mit dem Werk des Literaturnobelpreisträgers Gabriel García Márquez verbunden. Er verbrachte einen Teil seiner Kindheit in Barranquilla und war lange Jahre als Journalist bei der lokalen Zeitung El Heraldo angestellt. Stadtbeschreibungen in García Márquez’ Werk beziehen sich sehr oft auf Barranquilla. Auch der bekannte kolumbianische Soziologe Orlando Fals Borda (1925–2008) stammt aus Barranquilla.
Söhne und Töchter der Stadt
- Alfonso Senior Quevedo (1912–2004), Fußballfunktionär
- Luis Carlos Meyer (1916–1998), Sänger und Komponist
- Knox Martin (1923–2022), US-amerikanischer Bildhauer und Maler
- Orlando Fals Borda (1925–2008), Soziologe
- Efraín Sánchez (1926–2020), Fußballspieler und -trainer
- Nelson Pinedo (1928–2016), Sänger
- Mario Gareña (1932–2021), kolumbianisch-US-amerikanischer Komponist und Sänger
- Ugo Eugenio Puccini Banfi (* 1935), Geistlicher, emeritierter Bischof von Santa Marta
- Joaquín Pardo (1946–2020), Fußballspieler
- Jaime Manrique (* 1949), Schriftsteller
- Helmut Bellingrodt (* 1949), Sportschütze
- Alexis Mendoza (* 1961), Fußballspieler
- Luis Gabriel Ramírez Díaz (1965–2023), Geistlicher, Bischof von Ocaña
- Wilson Pérez (* 1967), Fußballspieler
- Jay Rodriguez (* 1967), Jazzmusiker
- Alex Comas (* 1971), Fußballspieler
- Iván Valenciano (* 1972), Fußballspieler
- Sofía Vergara (* 1972), Schauspielerin und Model
- Agmeth Escaf (* 1973), Schauspieler, Moderator und Politiker
- Nixon Perea (* 1973), Fußballspieler
- Edgar Rentería (* 1975), US-amerikanischer Baseballspieler
- Edgar Jesús Mejía Orozco (* 1976), römisch-katholischer Geistlicher, Weihbischof in Barranquilla
- Shakira (* 1977), Sängerin
- Angie Sanclemente Valencia (* 1979), Model
- Juan Restrepo (* 1981), Gitarrist, Komponist und Produzent
- Brigitte Merlano (* 1982), Hürdenläuferin
- Juan Camilo Villa (* 1983), Jazz- und Weltmusiker
- Breidis Prescott (* 1983), Boxer
- Bruno Böhmer Camacho (* 1985), Jazzmusiker
- Lina Posada (* 1985), Model
- Teófilo Gutiérrez (* 1985), Fußballspieler
- Jery Sandoval (* 1986), Filmschauspielerin, Fotomodell, Sängerin
- Alexander Mejía (* 1988), Fußballspieler
- Juan Barros (* 1989), Fußballspieler
- Jeison Murillo (* 1992), Fußballspieler
- Gustavo Cuéllar (* 1992), Fußballspieler
- Eduar Marriaga (* 1992), Boxer
- Rafael Borré (* 1995), Fußballspieler
- Raúl Mena (* 1995), Sprinter
- Joaquín Montecinos (* 1995), chilenischer Fußballspieler
- María Paulina Pérez García (* 1996), Tennisspielerin
- Paula Andrea Pérez García (* 1996), Tennisspielerin
- María Herazo González (* 1997), Tennisspielerin
- Luis Giraldo (* 1999), Sänger, Schauspieler und Liedtexter
- Cristian Ortega (* 2000), Bahnradsportler
- Beéle (* 2003), Singer-Songwriter

## Klimatabelle
|                       | Jan  | Feb  | Mär  | Apr  | Mai  | Jun  | Jul  | Aug  | Sep  | Okt  | Nov  | Dez  |   |      |
| Mittl. Tagesmax. (°C) | 31,5 | 31,8 | 32,1 | 32,8 | 33,4 | 33,0 | 32,9 | 33,1 | 32,7 | 32,1 | 31,9 | 31,5 | ⌀ | 32,4 |
| Mittl. Tagesmin. (°C) | 23,5 | 23,5 | 23,9 | 24,4 | 24,8 | 24,6 | 24,6 | 24,5 | 24,2 | 23,9 | 24,2 | 23,9 | ⌀ | 24,2 |
|                       |      |      |      |      |      |      |      |      |      |      |      |      |   |      |
| Niederschlag (mm)     | 5    | 1    | 0    | 25   | 92   | 104  | 70   | 102  | 146  | 182  | 79   | 24   | Σ | 830  |
|                       |      |      |      |      |      |      |      |      |      |      |      |      |   |      |
| Sonnenstunden (h/d)   | 9,1  | 8,7  | 7,8  | 6,7  | 6,0  | 6,3  | 6,9  | 6,6  | 5,5  | 5,2  | 6,5  | 8,2  | ⌀ | 7    |
|                       |      |      |      |      |      |      |      |      |      |      |      |      |   |      |
| Regentage (d)         | 0    | 0    | 0    | 3    | 6    | 7    | 5    | 8    | 11   | 11   | 6    | 2    | Σ | 59   |
|                       |      |      |      |      |      |      |      |      |      |      |      |      |   |      |
| Luftfeuchtigkeit (%)  | 78   | 77   | 76   | 78   | 80   | 81   | 80   | 81   | 83   | 85   | 83   | 70   | ⌀ | 79,3 |

| 23,5 |

| 23,5 |

| 23,9 |

| 24,4 |

| 24,8 |

| 24,6 |

| 24,6 |

| 24,5 |

| 24,2 |

| 23,9 |

| 24,2 |

| 23,9 |

| 23,5 |

| 23,5 |

| 23,9 |

| 24,4 |

| 24,8 |

| 24,6 |

| 24,6 |

| 24,5 |

| 24,2 |

| 23,9 |

| 24,2 |

| 23,9 |